# Firestone Grand Prix of St. Petersburg

Streckenskizze des Streets of St. Petersburg

Der Firestone Grand Prix of St. Petersburg ist ein Automobilrennen der höchsten Kategorie im American Championship Car Racing. Das Rennen wird auf einem Stadtkurs in Saint Petersburg, Florida (USA) ausgetragen. Es fand erstmals 2003 im Rahmen der CART-Serie statt und gehört seit 2005 zum Rennkalender der IndyCar Series (früher Indy Racing League). Der Grand Prix of St. Petersburg 2005 war das erste Rennen der IndyCar Series, welches nicht auf einem Ovalkurs stattfand.

## Strecke
Der Grand Prix of St. Petersburg fand bisher stets auf dem Stadtkurs Streets of St. Petersburg statt. Der Kurs ist eng, winklig und der Belag ist uneben. Der kleinste Konzentrationsfehler der Fahrer hat einen Unfall zur Folge, was bei den bisherigen Rennen meist zu mehreren Gelbphasen führte.

## Namen
Die Veranstaltung hieß bei seiner ersten Austragung Grand Prix of St. Petersburg. Danach, von 2005 bis 2013, trat Honda als Titelsponsor des Rennens auf. Seit 2014 ist die offizielle Bezeichnung Firestone Grand Prix of St. Petersburg.

## Ergebnisse
| Auflage | Jahr | Serie          | Sieger                                 | Zweiter                                  | Dritter                                 | Pole-Position                           | Schnellste Runde                        |
| ------- | ---- | -------------- | -------------------------------------- | ---------------------------------------- | --------------------------------------- | --------------------------------------- | --------------------------------------- |
| 01      | 2003 | CART           | Paul Tracy (Lola-Ford-Cosworth)        | Michel Jourdain jr. (Lola-Ford-Cosworth) | Bruno Junqueira (Lola-Ford-Cosworth)    | Sébastien Bourdais (Lola-Ford-Cosworth) | Sébastien Bourdais (Lola-Ford-Cosworth) |
| 02      | 2005 | IndyCar Series | Dan Wheldon (Dallara-Honda)            | Tony Kanaan (Dallara-Honda)              | Dario Franchitti (Dallara-Honda)        | Bryan Herta (Dallara-Honda)             | Dario Franchitti (Dallara-Honda)        |
| 03      | 2006 | IndyCar Series | Hélio Castroneves (Dallara-Honda)      | Scott Dixon (Dallara-Honda)              | Tony Kanaan (Dallara-Honda)             | Dario Franchitti (Dallara-Honda)        | Tony Kanaan (Dallara-Honda)             |
| 04      | 2007 | IndyCar Series | Hélio Castroneves (Dallara-Honda)      | Scott Dixon (Dallara-Honda)              | Tony Kanaan (Dallara-Honda)             | Hélio Castroneves (Dallara-Honda)       | Marco Andretti (Dallara-Honda)          |
| 05      | 2008 | IndyCar Series | Graham Rahal (Dallara-Honda)           | Hélio Castroneves (Dallara-Honda)        | Tony Kanaan (Dallara-Honda)             | Tony Kanaan (Dallara-Honda)             | Tony Kanaan (Dallara-Honda)             |
| 06      | 2009 | IndyCar Series | Ryan Briscoe (Dallara-Honda)           | Ryan Hunter-Reay (Dallara-Honda)         | Justin Wilson (Dallara-Honda)           | Graham Rahal (Dallara-Honda)            | Justin Wilson (Dallara-Honda)           |
| 07      | 2010 | IndyCar Series | Will Power (Dallara-Honda)             | Justin Wilson (Dallara-Honda)            | Ryan Briscoe (Dallara-Honda)            | Will Power (Dallara-Honda)              | E. J. Viso (Dallara-Honda)              |
| 08      | 2011 | IndyCar Series | Dario Franchitti (Dallara-Honda)       | Will Power (Dallara-Honda)               | Tony Kanaan (Dallara-Honda)             | Will Power (Dallara-Honda)              | Hélio Castroneves (Dallara-Honda)       |
| 09      | 2012 | IndyCar Series | Hélio Castroneves (Dallara-Chevrolet)  | Scott Dixon (Dallara-Honda)              | Ryan Hunter-Reay (Dallara-Chevrolet)    | Will Power (Dallara-Chevrolet)          | Will Power (Dallara-Chevrolet)          |
| 10      | 2013 | IndyCar Series | James Hinchcliffe (Dallara-Chevrolet)  | Hélio Castroneves (Dallara-Chevrolet)    | Marco Andretti (Dallara-Chevrolet)      | Will Power (Dallara-Chevrolet)          | Will Power (Dallara-Chevrolet)          |
| 11      | 2014 | IndyCar Series | Will Power (Dallara-Chevrolet)         | Ryan Hunter-Reay (Dallara-Honda)         | Hélio Castroneves (Dallara-Chevrolet)   | Takuma Satō (Dallara-Honda)             | Will Power (Dallara-Chevrolet)          |
| 12      | 2015 | IndyCar Series | Juan Pablo Montoya (Dallara-Chevrolet) | Will Power (Dallara-Chevrolet)           | Tony Kanaan (Dallara-Chevrolet)         | Will Power (Dallara-Chevrolet)          | Hélio Castroneves (Dallara-Chevrolet)   |
| 13      | 2016 | IndyCar Series | Juan Pablo Montoya (Dallara-Chevrolet) | Simon Pagenaud (Dallara-Chevrolet)       | Ryan Hunter-Reay (Dallara-Honda)        | Will Power (Dallara-Chevrolet)          | Josef Newgarden (Dallara-Chevrolet)     |
| 14      | 2017 | IndyCar Series | Sébastien Bourdais (Dallara-Honda)     | Simon Pagenaud (Dallara-Chevrolet)       | Scott Dixon (Dallara-Honda)             | Will Power (Dallara-Chevrolet)          | Scott Dixon (Dallara-Honda)             |
| 15      | 2018 | IndyCar Series | Sébastien Bourdais (Dallara-Honda)     | Graham Rahal (Dallara-Honda)             | Alexander Rossi (Dallara-Honda)         | Robert Wickens (Dallara-Honda)          | Alexander Rossi (Dallara-Honda)         |
| 16      | 2019 | IndyCar Series | Josef Newgarden (Dallara-Chevrolet)    | Scott Dixon (Dallara-Honda)              | Will Power (Dallara-Chevrolet)          | Will Power (Dallara-Chevrolet)          | Josef Newgarden (Dallara-Chevrolet)     |
| 17      | 2020 | IndyCar Series | Josef Newgarden (Dallara-Chevrolet)    | Patricio O’Ward (Dallara-Chevrolet)      | Scott Dixon (Dallara-Honda)             | Will Power (Dallara-Chevrolet)          | Marcus Ericsson (Dallara-Honda)         |
| 18      | 2021 | IndyCar Series | Colton Herta (Dallara-Honda)           | Josef Newgarden (Dallara-Chevrolet)      | Simon Pagenaud (Dallara-Chevrolet)      | Colton Herta (Dallara-Honda)            | Alex Palou (Dallara-Honda)              |
| 19      | 2022 | IndyCar Series | Scott McLaughlin (Dallara-Chevrolet)   | Alex Palou (Dallara-Honda)               | Will Power (Dallara-Chevrolet)          | Scott McLaughlin (Dallara-Chevrolet)    | Conor Daly (Dallara-Chevrolet)          |
| 20      | 2023 | IndyCar Series | Marcus Ericsson (Dallara-Honda)        | Patricio O’Ward (Dallara-Chevrolet)      | Scott Dixon (Dallara-Honda)             | Romain Grosjean (Dallara-Honda)         | Alex Palou (Dallara-Honda)              |
| 21      | 2024 | IndyCar Series | Patricio O’Ward (Dallara-Chevrolet)    | Will Power (Dallara-Chevrolet)           | Colton Herta (Dallara-Honda)            | Josef Newgarden (Dallara-Chevrolet)     | Kyffin Simpson (Dallara-Honda)          |
| 22      | 2025 | IndyCar Series | Alex Palou (Dallara-Honda)             | Patricio O’Ward (Dallara-Chevrolet)      | Christian Lundgaard (Dallara-Chevrolet) | Patricio O’Ward (Dallara-Chevrolet)     | Patricio O’Ward (Dallara-Chevrolet)     |